# Марія Грохольська
Марія Грохольська з герба Сирокомля (29 листопада 1833, П'ятничани, Вінницький повіт — 9 травня 1928, Краків, Польща)  — польська черниця та художниця. Дружина Вітольда Чарторийського (1822—1865), монахиня-кармелітка.
Марія Грохольська є дочкою Генріка Кіпріана Грохольського та Франциски Ксаверії Бжозовської (1807—1872). Онучка Кароля Бжозовського (1779—1862), маршалка Ольгопольської знаті та правнучка Марціна Грохольського (1727—1807), брацлавського намісника та посла Великого сейму.
Стала дружиною принца Вітольда 30 жовтня 1851 року в Парижі. Після смерті чоловіка з 1874 року монахиня кармелітів у Кракові. 
Брати і сестри Марії: Станіслав Вінцентій Грохольський, Тадеуш Перемислав Грохольський, Гелена Генріка Грохольська.